# سول لاستیکی

روح پلاستیکی (به انگلیسی: Rubber soul) ششمین آلبوم استودیویی گروه راک انگلیسی بیتلز می‌باشد. این آلبوم در دسامبر سال ۱۹۶۵ منتشر شد. بر خلاف ۵ آلبوم‌های قبلی گروه این آلبوم در مدت زمانی مشخصی ضبط گردید. این آلبوم موفقیتی بزرگ بود و بیتلز را عملاً به یک گروه موفق تجاری تبدیل کرد. این آلبوم یکی از برترین آلبوم‌های جهان شد به طوری که در سال ۲۰۱۲ مجله رولینگ استون در بین ۵۰۰ آلبوم برتر جهان در تمام دوران، این آلبوم را در رتبهٔ ۵ قرار داد.

## آهنگ‌ها
| بررسی انتقادی            | بررسی انتقادی |
| منبع                     | رتبه‌بندی      |
| ------------------------ | ------------- |
| آل‌میوزیک                 | 5/5 ستاره     |
| بلندر                    | 5/5 ستاره     |
| سی او اس                 | 5/5 ستاره     |
| دیلی تلگراف              | 5/5 ستاره     |
| دانشنامه موزیک عامه پسند | (5/5)         |
| پست (مجله)               | 97/100 ستاره  |
| پیچ فورک                 | 10/10 ستاره   |
| رولینگ استون آلبوم       | 5/5 ستاره     |
| رولینگ استون رکورد       | 5/5 ستاره     |

| بخش یک | بخش یک                            | بخش یک                              | بخش یک |
| شماره  | نام                               | لید وکال (خواننده اصلی)             | مدت    |
| ------ | --------------------------------- | ----------------------------------- | ------ |
| ۱.     | «ماشینم را بران»                  | پل مک کارتنی و جان لنون             | ۲:۲۵   |
| ۲.     | «چوب نروژی (این پرنده پرواز کرد)» | جان لنون                            | ۲:۰۱   |
| ۳.     | «تو نمی‌خواهی مرا ببینی»           | پل مک کارتنی                        | ۳:۱۸   |
| ۴.     | «مرد نا کجا آباد»                 | جان لنون, پل مک کارتنی و جرج هریسون | ۲:۴۰   |
| ۵.     | «به فکر خودت باش» (جرج هریسون)    | جرج هریسون                          | ۲:۱۶   |
| ۶.     | «کلمه»                            | جان لنون, پل مک کارتنی و جرج هریسون | ۲:۴۱   |
| ۷.     | «میشل»                            | پل مک کارتنی                        | ۲:۴۲   |

| بخش دو | بخش دو                                          | بخش دو                  | بخش دو |
| شماره  | نام                                             | لید وکال (خواننده اصلی) | مدت    |
| ------ | ----------------------------------------------- | ----------------------- | ------ |
| ۱.     | «چه می‌گذرد» (جان لنون–پل مک کارتنی–رینگو استار) | رینگو استار             | ۲:۴۷   |
| ۲.     | «دختر»                                          | جان لنون                | ۲:۳۰   |
| ۳.     | «من به درونت نگاه می‌کنم»                        | پل مک کارتنی            | ۲:۲۳   |
| ۴.     | «در زندگی ام»                                   | جان لنون و پل مک کارتنی | ۲:۲۴   |
| ۵.     | «صبر کن»                                        | جان لنون و پل مک کارتنی | ۲:۱۲   |
| ۶.     | «اگر من به کسی نیازمند بودم» (جرج هریسون)       | جرج هریسون              | ۲:۲۰   |
| ۷.     | «فرار برای زندگی ات»                            | جان لنون                | ۲:۱۸   |